# Kuda-Pacu
Le Kuda-Pacu (indonésien : Kuda Pacu, soit « cheval de course ») est un type de cheval élevé en Indonésie, par croisements réguliers entre le poney local de race Sandel, et le Pur-sang. Le Sumbar-Sandel-Arabe représente la phase transitoire dans l'obtention du Kuda-Pacu. En cours de sélection, cette race reste rare.

## Histoire
Il est également connu sous le nom de « cheval de course indonésien ». Le nom international est Kuda Pacu Indonesia, abrégé en KPI. Kuda signifie « cheval », et pacu « course », en indonésien.
L'origine de cette race remonte à 1975. Sa formation découle du croisement entre le poney local Sandel, et le Pur-sang, ce qui a donné la race intermédiaire du Sumbar-Sandel-Arabe. L'objectif étant l'obtention d'un cheval de course toisant plus de 1,52 m et adapté au climat local, les juments Sumbar-Sandel-Arabe sont ensuite re-croisées avec des étalons Pur-sang, donnant le Kuda-Pacu. Son stud-book est ouvert en 1995,.
À Jakarta, la majorité des chevaux de course (en 2013) sont désormais des G3 ou G4, signifiant qu'ils se trouvent à la 3e ou 4e génération de croisements avec le Pur-sang.

## Description
La base de données DAD-IS indique une taille moyenne de 1,55 m chez les femelles et 1,65 m chez les mâles, pour un poids moyen respectif de 400 et 450 kg. L'encyclopédie de CAB International (2016) indique la même fourchette de taille. Les Kuda-Pacu dégagent une impression de solidité, de légèreté et d'aérodynamisme.
La robe dominante est le bai sous toutes les nuances, y compris bai-brun, mais il peut aussi présenter un mélange de poils blancs ou gris,. 
Les Kuda-Pacu sont généralement très bien entretenus par leurs propriétaires Indonésiens. La race est gérée par la Persatuan Olah Raga Berkuda Seluruh Indonesia (Union des sports équestres d’Indonésie).

## Utilisations
C'est un cheval de course, destiné en priorité au sport hippique. Il est également monté en sports équestres, et sert pour le tourisme équestre. 

## Diffusion de l'élevage
La race est signalée comme rare dans DAD-IS. Le Kuda-Pacu est désormais présent dans la majorité des régions de l'Indonésie, incluant Jakarta, l'Ouest, le centre et l'Est de l'île de Java, Yogyakarta, l'Ouest de Sumatra, le Nord, le centre et le Sud de Célèbes, l'Ouest et l'Est des Nusa Tenggara. Ce cheval s'est diffusé sur les hippodromes du Cambodge et de la Thaïlande.
En 2010, le stud-book compte 144 représentants.